# Partit de l'Hel·lenisme
Partit de l'Hel·lenisme (grec: Κόμμα Ελληνισμού) fou un partit polític grec amb una plataforma fortament nacionalista, fundat el 1981. El seu president des de la fundació fou Sotiris Sofianopoulos. Participà en eleccions, però mai no va passar del 0,3% Des del 2004, dona suport al Reagrupament Popular Ortodox.

## Resultats electorals

### Eleccions legislatives
| Any  | Vots      | %         | Escons  | +/- | Govern            |
| ---- | --------- | --------- | ------- | --- | ----------------- |
| 1996 | 12,205    | 0,18%     | 0 / 300 | Nou | Extraparlamentari |
| 2000 | 6,272     | 0,09%     | 0 / 300 | =   | Extraparlamentari |
| 2004 | Dins LAOS | Dins LAOS | 0 / 300 | =   | Extraparlamentari |

### Eleccions europees
| Any  | Vots   | %     | Escons | +/- |
| ---- | ------ | ----- | ------ | --- |
| 1999 | 16,608 | 0,26% | 0 / 25 | Nou |